# Världsherravälde

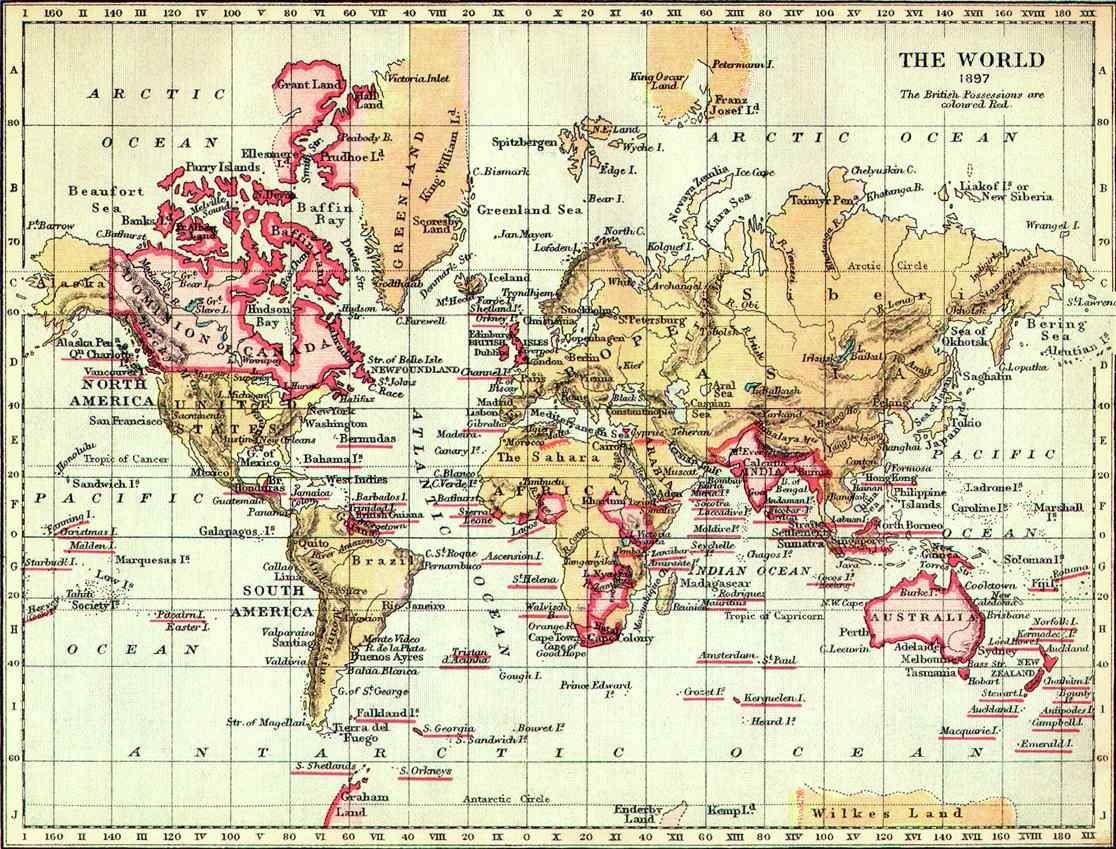
Brittiska imperiet 1897.

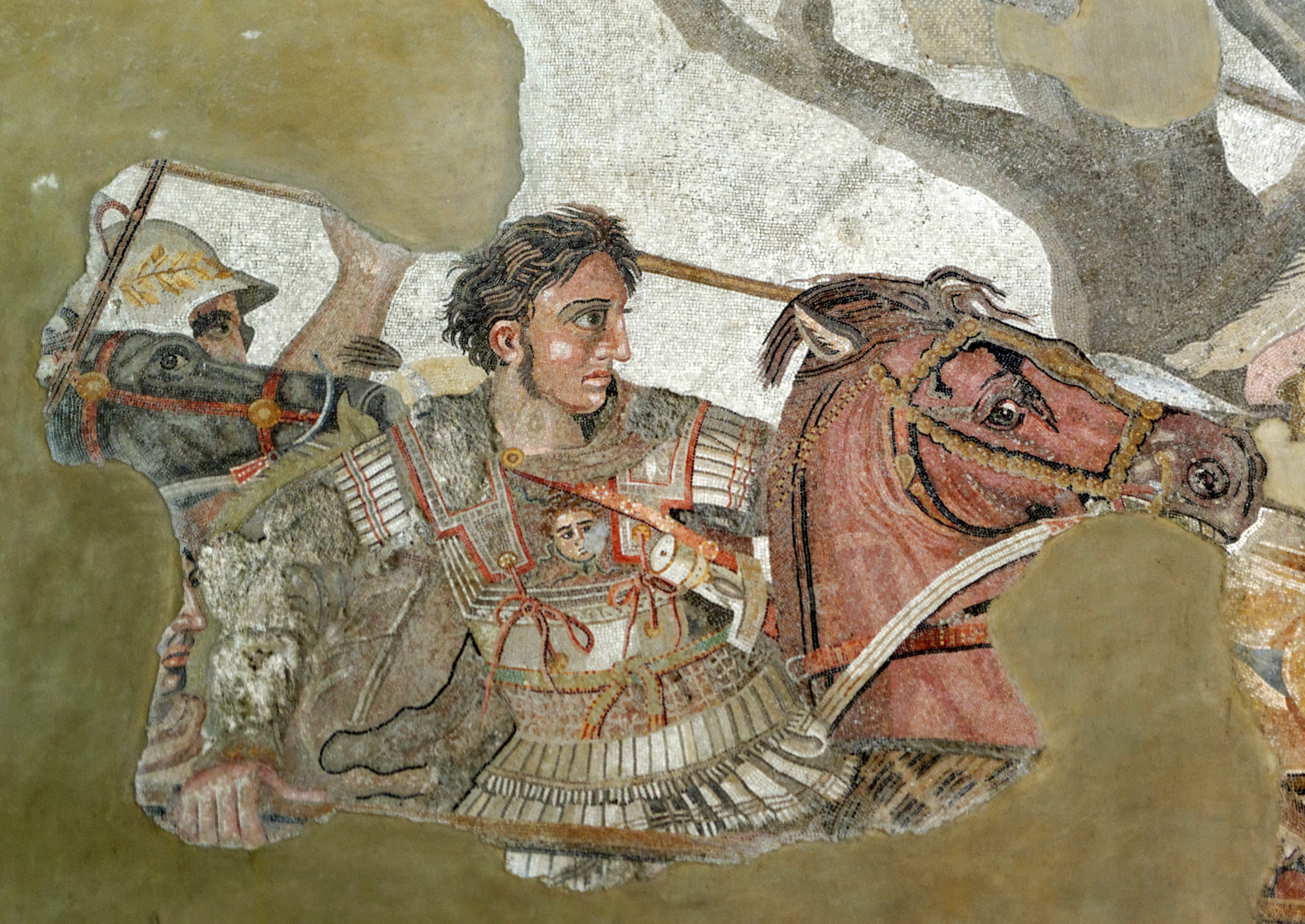
Alexander den store.

Världsherravälde, eller världsdominans avser en stormakts strävan att ha kontroll över hela den kända världen.  I definitionen ligger att det finns endast en aktör som styr och kontrollerar den övriga världen, ett politiskt världsmonopol. För att nyansera begreppet används ofta unipolär, hypermakt eller hegemoni för beskriva en stats dominerande roll inom det internationella systemet. 
Att sträva efter denna typ av dominans går tillbaka till de tidigaste imperierna: Mesopotamien, Egypten, Induskulturen, Kina och de fornamerikanska högkulturerna. De tidigaste uppkom ungefär 3000–4000 f.Kr.. Sedan kalla krigets slut och Sovjetunionens fall omnämns USA som den enda kvarvarande supermakten, en status som är liktydig med att dominera världen.
De forntida stormakterna kan man i en mån säga att de eftersträvade världsdominans enligt den världsuppfattning som de  hade, det vill säga världen var "mycket mindre".  Men i och med historiens förändringar och upplysningen kom världsbilden också att förändras.

## Historia

### De första stormakterna
De som man räknar som de första stormakterna eller imperierna var de som uppstod i Egypten, Mesopotamien, Främre Orienten, det äldsta Indien. de första "verkliga" storrikena var Perserriket följt av Kina. Alexander den stores hellenistiska storrike kom att leda den grekiska världen till oanade höjder.
Under 2000-talet f.Kr. inträffade många viktiga saker i Egypten och Tvåflodslandet (Mesopotamien): Egypten enades, det övre och nedre Egypten till ett rike, det gamla rikets tid, och de första dynastierna. det var under den här tiden som pyramidbyggandet började. Under de följande århundradena kom Egypten att underlägga sig sina grannländer, bland annat Nubien. I Mesopotamien framträdde sumererna som hade svårt att enas, men det var grannen i norr, Akkad under Sargon, som erövrade sumererna och skapade ett imperium.

### Det romerska imperiet
Romerska riket byggde vidare på den västerländska imperietraditionen. Från 500-talet f.Kr. till 500-talet e.Kr. kom romarna att behärska så gott som hela medelhavsregionen.

### Världen utanför Europa
Kinas historia hade varit en obruten linje som stormakt. Det sasanidiska nypersiska riket. Det islamiska stormaktsväldet grundades på 600-talet och spred sig från Arabien utöver resten av orienten och Nordafrika.

### Medeltiden

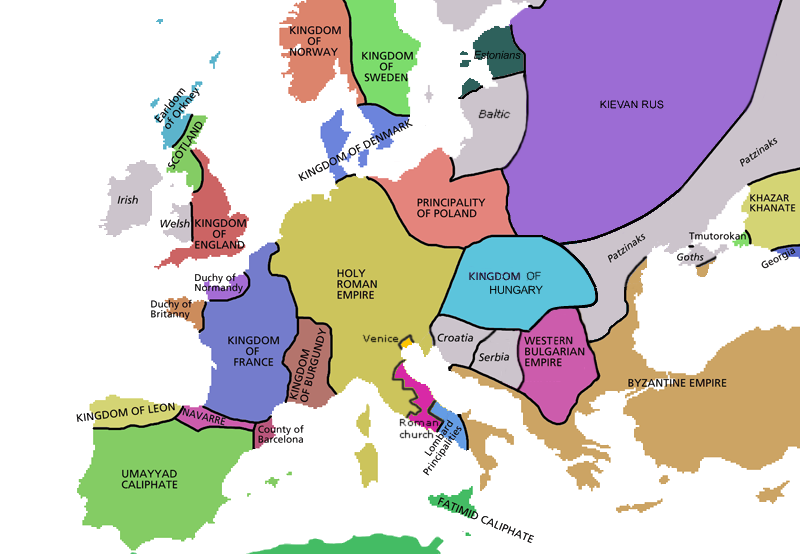
Europa 998.

Tre olika stormakter som det frankiska riket, bysantinska (östromerska) riket och det arabiska Abbasidkalifatet framträdde i Europa och mellanöstern under tidig medeltid.

### De koloniala imperierna från 1500-1950
De europeiska sjöfartsmakterna som England (Storbritannien), Spanien, Portugal, Frankrike och Nederländerna utvecklade sig under 1400- och 1500-talen till kolonialimperier, och deras inflytande kom att bestå ända in på 1900-talet.

### De ”nya” imperierna under 1900-talet
USA, Nazityskland, Japan och Sovjetunionen var de ”nya” imperierna som framträdde på den världspolitiska arenan efter första världskriget, samtidigt som Storbritanniens och Frankrikes inflytande globalt minskade under 1900-talet. I en mindre utsträckning kan man också räkna det fascistiska Italien bland de "nya" imperierna.
Tyskland och Japan (och Italien) besegrades under andra världskriget av alliansen mellan USA, de gamla stormakterna Frankrike och Storbritannien, och Sovjetunionen. Detta innebar att schemat för världsordningen kom att förändras strävan efter världsdominans polariserades till två huvudaktörer, nämligen USA och Sovjetunionen, och strax efter krigsslutet 1945 uppstod det kalla kriget mellan dessa två.

### 2000-talet
Vid ingången av 2000-talet framstod USA som den enda kvarvarande supermakten. USA utmanas inte militärt av någon annan makt. Ekonomiskt utmanar Kinas och Indiens uppsving USA. På senare år har EU gått om USA som den ledande och största ekonomiunionen i världen.

## Världsreligionernasexpansion
Ända sedan senantiken och den tidiga medeltiden har de stora religionerna som kristendom, islam och buddhism expanderat och på sitt sätt försöka nå världsdominans.

## Arnold Toynbees koncept om ”universalstaten”
Engelsmannen Arnold Toynbee framförde sitt koncept om "universalstaten", och som exempel på detta framställde han bland andra perserriket, Alexander den stores rike och det Jul romerska riket.